# Stenelmis palembangensis
Stenelmis palembangensis is een keversoort uit de familie beekkevers (Elmidae). De wetenschappelijke naam van de soort werd in 1970 gepubliceerd door Joseph Delève.